# LIMS1
LIMS1 (англ. LIM zinc finger domain containing 1) – білок, який кодується однойменним геном, розташованим у людей на короткому плечі 2-ї хромосоми.  Довжина поліпептидного ланцюга білка становить 325 амінокислот, а молекулярна маса — 37 251.
| 10         |  | 20         |  | 30         |  | 40         |  | 50         |
| ---------- |  | ---------- |  | ---------- |  | ---------- |  | ---------- |
| MANALASATC |  | ERCKGGFAPA |  | EKIVNSNGEL |  | YHEQCFVCAQ |  | CFQQFPEGLF |
| YEFEGRKYCE |  | HDFQMLFAPC |  | CHQCGEFIIG |  | RVIKAMNNSW |  | HPECFRCDLC |
| QEVLADIGFV |  | KNAGRHLCRP |  | CHNREKARGL |  | GKYICQKCHA |  | IIDEQPLIFK |
| NDPYHPDHFN |  | CANCGKELTA |  | DARELKGELY |  | CLPCHDKMGV |  | PICGACRRPI |
| EGRVVNAMGK |  | QWHVEHFVCA |  | KCEKPFLGHR |  | HYERKGLAYC |  | ETHYNQLFGD |
| VCFHCNRVIE |  | GDVVSALNKA |  | WCVNCFACST |  | CNTKLTLKNK |  | FVEFDMKPVC |
| KKCYEKFPLE |  | LKKRLKKLAE |  | TLGRK      |  |            |  |            |

A: Аланін

C: Цистеїн

D: Аспарагінова кислота

E: Глутамінова кислота

F: Фенілаланін

G: Гліцин

H: Гістидин

I: Ізолейцин

K: Лізин

L: Лейцин

M: Метіонін

N: Аспарагін

P: Пролін

Q: Глутамін

R: Аргінін

S: Серин

T: Треонін

V: Валін

W: Триптофан

Білок має сайт для зв'язування з іонами металів, іоном цинку. 
Локалізований у клітинній мембрані, мембрані, клітинних контактах.